# 2024
2024. је била преступна година која је почела у понедељак. 2024. је двадесет и четврта година 3. миленијума, двадесет и четврта година 21. века и пета година 2020-их.

## Догађаји

### Јануар
- 1. јануар:
  - Египат, Етиопија, Иран, Саудијска Арабија и Уједињени Арапски Емирати су се придружили БРИКС-у.[1]
  - Република Арцах је формално укинута када се Нагорно-Карабах ујединио са Азербејџаном.[2]
  - Земљотрес јачине 7,6 јединица Рихтерове скале погодио је Jaпан, а издато је упозорење на цунами.[3]
- 2. јануар:
  - У Бејруту убијен други човек Хамаса Салех ал Арури током израелских напада дроновима.[4]
  - У масовном руском ракетном нападу на Украјину погинуло је пет, а рањено 127 особа док је главни град остао без пијаће воде, саопштило је украјинско Министарство унутрашњих послова. Украјина узвратила новим ракетним нападима на Белгород.[5]
- 3. јануар:
  - У две експлозије у иранском граду Керману на обележавању четири године од убиства генерала елитних иранских јединица Кудс Касема Солејманија убијено је 95 особа, а 211 је рањено.[6]
- 4. јануар:
  - У документима који су отпечаћени по налогу суда налазе се имена многих јавних личности које су биле на листи познаника Џефрија Епстина међу којима и два бивша председника САД Бил Клинтон и Доналд Трамп, музичар Мајкл Џексон и британски принц Ендру.[7]
  - Генералштаб Војске Србије покренуо је иницијативу и предложио председнику Републике и врховном команданту Александру Вучићу поновно увођење обавезе служења војног рока, у трајању до четири месеца.[8]
  - Влада Србије усвојила је на седници закључак којим се препоручује послодавцима у Републици Србији да запосленима омогуће да не раде на други дан Божића 8. јануара.[9]
- 8. јануар:
  - Премијерка Француске Елизабет Борн поднела је оставку председнику Емануелу Макрону, који је оставку прихватио.[10]
  - У Немачкој започели масовни протести пољопривредника који су паралисали читаву државу.[11]
- 9. јануар:
  - Габријел Атал, досадашњи министар просвете који има само 34 године, постао је нови премијер Француске и постао је најмлађи француски премијер у историји.[12]
  - У Еквадору дошло до оружаних сукоба криминалних банди са припадницима војске и полиције након бекства нарко боса Адолфа Масијаса „Фита”.[13]
- 12. јануар:
  - Сједињене Америчке Државе и Велика Британија покренуле су војну операцију против Хута у Јемену.[14]
  - САД су обуставиле испоруке оружја и војне технике Украјини због одсуства средстава за такав програм.[15]
- 13. јануар:
  - Кандидат антикинеске владајуће Демократске прогресивне партије Лај Чингде, победио је на председничким изборима на Тајвану лидера главне опозиционе партије Куоминтанг Хоу Јуих.[16]
- 14. јануар:
  - Маргарета II формално абдицирала као краљица Данске на 52. годишњицу свог доласка на престо; наследио ју је старији син Фредерик као краљ Фредерик X.
- 15. јануар:
  - Иранска Револуционарна гарда саопштила је да је балистичким пројектилима напала шпијунске центре и „скупове антииранских терористичких група” у близини града Ербила на северу Ирака.[17]
  - Пољска пристала да се на њеној територији распореде немачке трупе због страха од наводног руског напада на НАТО.[18]
  - Нова ерупција вулкана на Исланду, лава стигла до кућа и угрозила рибарски град Гриндавик[19]
- 16. јануар:
  - У експлозији у погону „Трајала” у Крушевцу једна особа погинула, а четири повређене.[20]
  - У израелским нападима на Газу убијено 158 Палестинаца, а 320 рањено.[21]
  - Јединице Иранске револуционарне гарде покренуле су нападе балистичким пројектилима и дроновима на главну базу терористичке групе Џејш ал Адл која се налази у пакистанској провинцији Белуџистан на граници са Ираном.[22]
  - Белорусија је укључила нуклеарно оружје у своју војну доктрину.[23]
  - Ватерполо репрезентација Шпаније освојила је Европско првенство победивши у финалу Хрватску резултатом 11 : 10.[24]
- 17. јануар:
  - РИК одбацио приговор СПН за поништавање резултата избора у Београду.[25]
- 18. јануар:
  - Пакистан је извео серију узвратних војних удара на територију Ирана у провинцији Систан и Белуџистан.[26]
- 19. јануар:
  - Северна Кореја тестирала подводно нуклеарно оружје.[27]
- 21. јануар:
  - У ракетном нападу украјинских снага на Доњецк погинуло је 28 људи, а 30 рањено.[28]
- 22. јануар:
  - НАТО започео највеће вежбе у последњих неколико деценија са 90.000 војника у близини границе са Русијом.[29]
- 23. јануар:
  - Парламент Турске одобрио је улазак Шведске у НАТО.[30]
  - У експлозији цистерне у Улан Батору главном граду Монголије погинуле 24 особе.[31]
  - Сједињене Америчке Државе су после четири године поново извеле ваздушне нападе у Ираку на милитанте које подржава Иран.[32]
- 24. јануар:
  - У великом пожару у блоку 70 на Новом Београду у потпуности је изгорео велики кинески тржни центар.[33]
  - Оружане снаге Украјине су изнад Белгородској области обориле руски транспортни авион Иљушин Ил-76 у коме је погинуло 65 украјинских заробљеника припадника и чланова посаде.[34]
  - У Лозници се окупило неколико десетина незадовољних грађана који су се успротивили поновном оживљавању пројекту мегакоропорације Rio Tinto за ископавања и експлоатацију литијума чиме је започела друга фаза еколошких протеста широм Србије.[35]
- 25. јануар:
  - Председник владе Северне Македоније Димитар Ковачевски поднео је оставку.[36]
- 28. јануар:
  - Посланици македонског Собрања изгласали су Таљата Џаферија за премијера прелазне владе Северне Македоније.[37]
  - Три америчка војника су погинула, а 25 је повређено у нападу дроном током ноћи на америчку војну базу у северном Јордану.[38]
  - Рукометна репрезентација Француске освојила је Европско првенство победивши Данску резултатом 33 : 31.[39]
  - Јаник Синер и Арина Сабаленка су освајачи Отвореног првенства Аустралије у појединачној конкуренцији.[40]
- 29. јануар:
  - Белорусија постала нуклеарна сила.[41]
- 30. јануар:
  - Неуротехнолошка компанија Илона Маска „Неуралинк” први пут је уградила имплантат у људски мозак.[42]
- 31. јануар:
  - Бивши пакистански премијер Имран Кан и његова супруга Бушра Биби осуђени су на 14 година затвора у предмету у вези са недозвољеном продајом државних поклона.[43]

### Фебруар
- 2. фебруар:
  - Оружане снаге САД су започеле ваздушне нападе на иранске војне базе против припадника иранских милиција у Сирији и Ираку као одговор на вишемесечне нападе на америчке војне базе широм Блиског истока.[44]
- 3. фебруар:
  - У ракетном нападу Оружаних снага Украјине на град Лисичанск погинуло 28 људи.[45]
- 4. фебруар:
  - У шумским пожарима у Чилеу страдало 112 људи.[46]
- 6. фебруар:
  - Почела конститутивна седница четрнаестог сазива Скупштине Србије.[47]
- 7. фебруар:
  - У два бомбашка напада у пакистанској провинцији Балуџистан погинуло је најмање 20 људи.[48]
- 8. фебруар:
  - Европски парламент изгласао је у Стразбуру резолуцију о Србији у којој се позива на независну међународну истрагу о неправилностима на изборима који су одржани 17. децембра 2023. у Србији.[49]
  - Некадашња потпредседница Владе Србије и једна од оснивача покрета "Увек за Србију" Зорана Михајловић повлачи се из политике и са чела тог покрета.[50]
  - Украјински председник Владимир Зеленски сменио је главнокомандујућег украјинске војске Валерија Залужног.[51]
  - Земље чланице Савета безбедности Уједињених нација на ванредној седници о стању на Косову и Метохији, осудиле су потез приштинских привремених власти да у јужној српској покрајини буде укинут динар као средство плаћања.[52]
- 9. фебруар:
  - Амерички новинар Такер Карлсон је објавио на друштвеној мрежи Твитер први интервју са руским председником Владимиром Путином после руске инвазије на Украјину, а због великог интересовања гледаност је у току једног дана достигла милијарду прегледа.[53]
- 11. фебруар:
  - Фински политичар десног центра Александар Стуб победио је на одржаним председничким изборима у Финској свог ривала из Партије зелених Пека Хависто у другом кругу председничких избора.[54]
  - Више од 100 цивила погинуло за 24 сата у израелским ваздушним нападима на град Рафу.[55]
  - Фудбалска репрезентација Обале Слоноваче освојила је Афрички куп нација 2023. победом над Нигеријом.[56]
- 14. фебруар:
  - У Јапану се пробудио вулкан Сакурајима.[57]
- 15. фебруар:
  - У украјинском гранатирању из чешког ракетног система "РМ-70 Вампир" са српским оружјем тржног центра у Белгороду у Русији погинуло је најмање шест особа међу којима је и шестомесечно дете са мајком, док их је 18 рањено.[58]
  - Председник Украјине Владимир Зеленски потписао је закон о легализацији медицинског канабиса (марихуане) у Украјини.[59]
  - Грчки парламент усвојио закон о истополним браковима.[60]
- 16. фебруар:
  - Руски правник, антикорупцијски активиста и опозициони политичар Алексеј Наваљни преминуо је у затвору под сумњивим околностима.[61]
- 17. фебруар:
  - Оружане снаге Руске Федерације су после двогодишњих тешких борби преузеле контролу над градом Авдејевка 12 километара северно од Доњецка одакле су украјинске снаге деценију гранатирале Доњецк.[62]
  - Оружане снаге Руске Федерације започеле су офанзивна дејства у правцу Запорожја.[63]
  - Ватерполо репрезентација Хрватске је освојила Светско првенство победивши у финалу Италију резултатом 15 : 13.[64]
- 19. фебруар:
  - Савет Европе је званично покренуо поморску операцију за заштиту слободе пловидбе у Црвеном мору и Персијском заливу.[65]
  - Јеменски Хути су потопили први британски трговачки брод у Црвеном мору.[66]
- 21. фебруар:
  - У Казању је свечано отворен међународни мултиспортски турнир „Игре будућности”, а отварању су поред предсједника Русије Владимира Путина, присуствовали челници Бјелорусије, Казахстана, Узбекистана, Киргистана, Таџикистана и Српске.[67]
- 23. фебруар:
  - Јерменија је замрзнула своје учешће у Организацији договора о колективној безбедности (ОДКБ).[68]
- 26. фебруар:
  - Председник Француске Емануел Макрон је на безбедносном форуму у Паризу изјавио да не може се искључити слање војника из Европе у Украјину што је изазвало оштре реакције и противљење других европских државних званичника осим Холандије.[69]
  - Мађарски парламент ратификовао споразум о ступању Шведске у НАТО.[70]
  - Тамаш Шујок изабран за новог председника Мађарске.[71]
- 27. фебруар:
  - Јеменски Хути оштетили су четири подводна кабла који повезују Европу, источну Азију.[72]
- 28. фебруар:
  - Придњестровље је званично затражило руску војну заштиту због претњи од стране Молдавије.[73]
  - Еруптирао мексички вулкан Попокатепетл што је изазвало хаос на аеродромима широм државе.[74]
- 29. фебруар:
  - Најмање 104 Палестинца је погинуло а 760 је рањено, током чекања у реду за храну у Гази. Један дио људи је убијен од стране израелске војске а дио је страдао у стампеду.[75]

### Март
- 1. март:
  - Бугарска званично престала да увози руску нафту.[76]
- 3. март:
  - Еруптирао вулкан Ла Кумбре на острву Фернандина, делу архипелага Галапагос.[77]
- 4. март:
  - Албанија је званично отворила ваздушну базу Кучова, претварајући је у модерно чвориште за будуће ваздушне операције НАТО-а.[78]
  - НАТО започео војне вежбе у Финској у близини граница Русије уз учешће 50 бродова, укључујући фрегате и подморнице, као и више од 100 борбених авиона, хеликоптера и других летелица.[79]
  - Исланд евакуисао познато туристичко место и геотермалну бању Плава лагуна због претње од вулканске ерупције.[80]
- 5. март:
  - Бивши и садашњи председник САД Доналд Трамп и Џозеф Бајден убедљиво су победили на унутарстраначким изборима током супер уторка и обезбедили изборно сучељавање током председничких избора у новембру.[81]
  - Мађарски председник Тамаш Шујок потписао је ратификацију чланства Шведске у НАТО-у првог дана свог мандата.[82]
  - Италија донела одлуку о учешћу у мисијама у Гази и Црвеном мору.[83]
- 6. март:
  - Бивша гувернерка Јужне Каролине Ники Хејли званично је одустала од своје кампање за председничку номинацију Републиканске странке.[84]
- 7. март:
  - Шведска званично постала 32. чланица НАТО-а.[85]
- 8. март:
  - Пољски Сејм суспендовао Споразум о конвенционалним оружаним снагама у Европи.[86]
- 9. март:
  - У главном граду Хаитија Порт-о-Пренсу банде напале владине зграде и председничку палату.[87]
  - Молдавија потписала одбрамбени пакт са Француском.[88]
- 12. март:
  - Председник Владе Хаитија Аријел Анри поднео је оставку након вишенедељног притиска и растућег насиља у земљи.[89]
- 13. март:
  - Актуелни председник САД Џозеф Бајден и бивши председник Доналд Трамп формално су осигурали председничке номинације Демократске, односно Републиканске станке, након победа на примарним изборима у Џорџији, Мисисипију и држави Вашингтон.[90]
- 17. март:
  - Војну базу у Придњестровљу напао је дрон камиказа из правца Украјине.[91]
  - Актуелни председник Русије Владимир Путин освојио је 88,48% гласова на председничким изборима у Руској Федерацији.[92]
- 19. март:
  - Естонија и Молдавија прекинуле дипломатске односе са Русијом.[93]
- 21. март:
  - Европски савет је одобрио отварање приступних преговора о чланству Босне и Херцеговине у Европској унији, неколико дана након препоруке Европске комисије.[94]
  - Венецуела је одобрила стварање нове федералне државе Гвајана Есекиба на територији региона Есекибо, којим управља Гвајана.[95]
  - У Бриселу је одржан први Самит о нуклеарној енергији са циљем разматрања значаја нуклеарне енергије у решавању климатских промена и јачању енергетске безбедности.[96]
- 22. март:
  - Русија после више од две године специјалне војне операције у Украјини прогласила ратно стање.[97]
  - Након десетодневних ракетних и копнених напада украјинских снага на Белгородску област, руске снаге извеле велике нападе широм Украјине, те да је погођена енергетска инфраструктура, као и да је преко милион људи остало без струје.[98]
  - 144 људи убијено, а 551 рањен када су маскирани нападачи отворили ватру уочи концерта у дворани „Крокус сити” на северозападу Москве. Одговорност за напад преузела авганистанска фракција Исламске Државе.[99]
  - Амерички доктори објавили су да су над мушкарцем старим 62 године извршили трансплантацију бубрега од генетски узгојене свиње, први успешни захват такве врсте у свету.[100]
  - Kомпанија МВ Инвестмент, у власништву Миленијум тима купила хотел Југославија на Новом Београду, по почетној цени од 3.176.997.271 динара, односно нешто више од 27 милиона евра[101].
- 24. март:
  - Косово добило статус придруженог члана Парламентарне скупштине НАТО-а.[102]
- 25. март:
  - Савет безбедности УН усвојио је резолуцију којом се позива на хитан прекид ватре у Гази.[103]
  - Басиру Диомаје Фаје изабран је за председника Сенегала.[104]
- 26. март:
  - Мост у Балтимору у америчкој држави Мериленд срушио се у реку Патапско након што је у њега ударио теретни брод, а најмање 20 људи и неколико возила пало у реку.[105]
  - Високи представник у БиХ Кристијан Шмит, који у Републици Српској није признат, саопштио је одлуку о наметању измена Изборног закона БиХ.[106]
  - У Србији, по први пут активиран систем Пронађи ме, српска верзија система Амбер алерт, у циљу проналаска нестале двогодишње Данке Илић из Бањског поља (Бор), за којом се још увек трага.[107]
- 27. март:
  - Политички комитет Парламентарне скупштине Савета Европе прихватило је мишљење Доре Бакојани, којим се препоручује чланство Приштине у Савету Европе. Гласање о чланству Косова 18. априла.[108]
- 29. март:
  - Земљотреси јачине 5,7 и 5,2 степени Рихтерове скале погодили су јутрос јужну Грчку у области Јонског мора, саопштио је Европско-медитерански сеизмолошки завод (ЕМСЦ).[109]
  - Парламент Индонезије је одобрио да нова престоница земље буде Нусантара, на острву Борнео, док је посебан статус додељен ранијој престоници Џакарти.[110]
  - Погинуле 42 особе као резултат ноћног напада израелских ваздухопловних снага у области међународног аеродрома Алеп.[111]
  - Оружане снаге Руске Федерације су поново извеле масивне ваздушне ударе на енергетске објекте Украјине након чега је преко 50% Украјине остало без електричне енергије коју је почела увозити из околних држава.[112]
- 30. март:
  - Председник Републике Србије Александар Вучић именовао је потпредседника Владе и министра одбране Милоша Вучевића за новог мандатара у влади Србије.[113]
- 31. март:
  - Најмање седморо људи је погинуло, а 30 је повређено у експлозији аутомобила на пијаци у сиријском граду Азазу.[114]

### Април
- 1. април:
  - Шест особа, укључујући и једног од команданата Корпуса иранске револуционарне гарде (ИРГЦ) Мохамада Резу Захедија, убијено је у израелском нападу на ирански конзулат у Дамаску.[115]
  - Заменик шефа турске опозиционе партије Мехмет Палаз погинуо је због урушавања балкона током прославе изборне победе.[116]
- 3. април:
  - Снажан земљотрес 7.4 степени Рихтерове скале погодио је у источну обалу Тајвана, одневши најмање седам живота.[117]
  - Председница Народне скупштине Србије Ана Брнабић расписала изборе за одборнике Скупштине града Београда за 2. јун.[118]
- 5. април:
  - У граду Орску у Оренбуршкој области уведено је ванредно стање због јаких поплава након пуцања бране на реци Урал.[119]
  - Земљотрес јачине 4,7 јединица по Рихтеровој скали погодио је исток Сједињених Америчких Држава са епицентром у Њу Џерсију, а подрхтавање тла осјетило се и у Њујорку и широм источне обале САД.[120]
- 6. април:
  - Председавајући словачког парламента Петер Пелегрини, који се противи испоруци оружја Украјини, победио је на председничким изборима у Словачкој са 53,12 одсто гласова.[121]
  - Највиши европски вулкан Етна почео је да избацује димне прстенове током почетка ерупције.[122]
  - Еквадорска полиција је упала у мексичку амбасаду, како би ухапсила бившег потпредседника земље Хорхеа Гласа.[123]
- 9. април:
  - Оружане снаге Русије преузеле су насеље Первомајско у ДНР које је после Авдејевке било једно од најјачих упоришта Оружаних снага Украјине након деценије гранатирања Доњецка.[124]
  - Десет особа је повређено, а шест мушкараца се воде као нестали након експлозије у хидроелектрани на језеру Сувијана недалеко од Болоње.[125]
- 11. април:
  - Током руских масивних ракетних напада на украјинску инфраструктуру уништена је највећа највећа термоелектрана у Украјини "Трипољски".[126]
- 12. април:
  - У Оренбургу је почела масовна евакуација након што је ниво воде реке Урал достигао историјски рекорд од 1.087 центиметара, саопштио је градоначелник града Денис Салмин.[127]
  - Руси први на свету скочили из стратосфере на Северни пол.[128]
- 13. април:
  - Пет особа је убијено, а више их је повређено у нападу ножем који је извршио мушкарац у тржном центру у близини плаже Бонди у Сиднеју.[129]
  - Иран лансирао више стотина дронова и десетине крстарећих и балистичких ракета ка Израелу у знак одмазде за напад на ирански конзулат у Дамаску.[130]
- 15. април:
  - Оружане снаге Русије погодиле су локацију у Славјанску на којој су били смештени француски плаћеници.[131]
- 16. април:
  - Парламентарна скупштина Савета Европе усвојила је препоруку за пријем такозваног Косова у ову организацију.[132]
- 17. април:
  - Индонежанске власти упозориле су да постоји ризик од цунамија после ерупције вулкана Руанг у индонежанској провинцији Северни Сулавеси.[133]
- 18. април:
  - Аргентина је поднела захтев за улазак у НАТО као глобални партнер.[134]
  - Сједињене Америчке Државе уложиле су вето на предлог резолуције Савета безбедности, којом би Палестина била примљена у пуноправно чланство у Уједињеним нацијама.[135][136]
  - У Бањој Луци је одржан велики митинг „Српска те зове”, поводом најављене резолуције о ратном злочину у Сребреници, о којој ће се расправљати у мају у Генералној скупштини УН.
- 19. април:
  - Израел извео узвратни ограничен ракетни напад на Иран. Жртава и веће материјалне штете није било.[137]
- 20. април:
  - Представнички дом Сједињених Држава, који је под контролом републиканаца, изгласао је је дотирање пакета војне помоћи Украјини у вредности од 60,8 милијарди долара.[138]
- 22. април: 
  - Аитана Бонмати и Новак Ђоковић проглашени су за најбоље спортисте света по избору академије Лауреус.[139]
- 23. април:
  - Европски парламент одобрио је визну либерализацију за носиоце српских пасоша са Косова и Метохије, које издаје „Координациона управа Србије”.[140]
  - Заменик министра одбране Руске Федерације Тимур Иванов приведен је због сумње да је примио мито.[141]
- 24. април:
  - Амерички Сенат одобрио је нацрт закона о војној помоћи Украјини од 60 милијарди долара.[142]
  - Јамајка признала Палестину.[143]
- 26. април:
  - Председница Скупштине Србије Ана Брнабић расписала локалне изборе за 2. јун у 66 јединица локалне самоуправе.[144]
- 29. април:
  - Хамза Јусаф је дао оставку на место премијера Шкотске и лидера пронезависне ШНП, пошто није успео да обезбеди довољну подршку за гласање о поверењу његове владе.[145]

### Мај
- 1. мај:
  - Најмање 19 људи погинуло је када се на југу Кине, у провинцији Гуангдонг, урушио део аутопута.[146]
  - Земљотрес јачине 4,5 степени погодио је област око Бихаћа у Босни и Херцеговини.[147]
  - Посланици грузијског парламента усвојили су већином гласова предлог закона "О транспарентности страног утицаја" у другом читању, а пренос је емитован на сајту законодавног тела.[148]
  - Демонстранти и присталице прозападне опозиције у Тбилисију су уз жестоке сукобе са полицијом покушале да заузму парламент државе после изгласавања закона о "О транспарентности страног утицаја".[149]
- 2. мај:
  - Народна скупштина Републике Србије изабрала нову Владу Републике Србије на челу са бившим министром одбране и председником Српске напредне странке Милошем Вучевићем.[150]
- 4. мај:
  - Министарство унутрашњих послова Русије ставило је на потерницу актуалног и бившег украјинског председника Владимира Зеленског и Петра Порошенка.[151]
- 5. мај:
  - Заменик помоћника државног секретара САД за Европу и Евроазију Габријел Ескобар разрешен је дужности изасланика за Западни Балкан.[152]
- 6. мај:
  - Израелске одбрамбене снаге покренуле су копнену операцију у граду Рафи на југу Појаса Газе.[153]
  - Кајрен Вилсон је освојио Светско првенство у снукеру, победивши у финалу Џека Џоунса са 18 : 14.[154]
  - Ветеран Шкотске националне партије (ШНП) Џон Свини потврђен је за новог лидера странке, и требало би да наследи Хумзу Јусафа на месту премијера Шкотске, након што је био једини кандидат у трци за лидера за новог премијера.[145]
- 7. мај:
  - Владимир Путин положио је заклетву и ступио пети пут на дужност председника Русије.[155]
  - Руска влада на челу са премијером Михаилом Мишустином поднела оставку.[156]
- 8. мај:
  - Гордана Силјановска Давкова победила на председничким изборима у Северној Македонији и постала прва жена на тој функцији.[157]
- 10. мај:
  - После вишечасовне артиљеријске припрема и ракетних удара по украјинским упориштима руске снаге прешле су границу са Украјином и кренуле у продор на Харковску област.[158]
  - Председник Русије Владимир Путин одобрио је именовање Михаила Мишустина за председника руске владе.[159]
  - Генерална скупштина Уједињених нација усвојила је резолуцију  (са 143 гласова за, 9 против, 25 уздржаних, а 16 није гласало), којом се проширују права Палестине у тој организацији, уз препоруку Савету безбедности да преиспита и одобри чланство те државе у Уједињеним нацијама.[160]
- 11. мај:
  - Више од 300 људи је погинуло у бујичним  поплавама које су захватиле више провинција у Авганистану, а многи се и даље воде као нестали, саопштио је Светски програм за храну УН.[161]
- 12. мај:
  - Гордана Силјановска Давкова ступила на дужност председнице Северне Македоније.[162]
  - У ракетном нападу украјинских снага на руски град Белгород уништен је цео улаз једне вишеспратнице након чега је погинуло 19, а повређено још 19 особа.[163]
- 14. мај:
  - Грузијски парламент усвојио је закон о страним агентима који је претходно изазвао талас протеста.[164]
  - Председник Русије Владимир Путин потписао указе о саставу нове владе.[165]
- 15. мај:
  - Словачки премијер Роберт Фицо рањен је у пуцњави након седнице Владе у Хандлови, након што је из здања изашао после завршетка седнице.[166]
- 18. мај:
  - Обилне падавине изазвале поплаве и клизишта на западу Немачке, након што је више од 100 литара кише по квадратном метру пало у Сарланду за мање од 24 сата.[167]
  - Председница Грузије Саломе Зурабишвили ставила je „вето“ на предлог закона о страним агентима који је усвојио парламент.[168]
  - Дошло је до сукоба између сепаратиста и француских снага безбедности на француској прекоморској територији Нова Каледонија.[169]
- 19. мај:
  - Ирански председник Ебрахим Раиси погинуо је у паду хеликоптера на граници са Азербејџаном.[170]
  - У ДР Конго је дошло до покушаја војног пуча од стране побуњеника, војска Конга је брзом акцијом ликвидирала групе побуњеника који су упали у зграде државних институција, на лицу места ухваћени су и амерички држављани.[171]
- 20. мај:
  - Међународни суд правде затражио је налог за хапшење израелског премијера Бењамина Нетанијахуа због наводних ратних злочина.[172]
- 21. мај: 
  - Власти Норвешке, Ирске и Шпаније признале су Палестину као независну државу.[173]
- 22. мај:
  - Најмање девет људи је погинуло, међу којима и једно дете, а око 50 повређено када се део бине срушио на предизборном митингу у северној мексичкој држави Нови Леон.[174]
- 23. мај:
  - Генерална скупштина Уједињених нација усвојила је резолуцију 78/282 о геноциду у Сребреници (са 84 гласова за, 19 против, 68 уздржаних, а 22 није гласало), којом је установљен Међународни дан промишљања и сећања на геноцид у Сребреници 1995.[175]
  - Председник Републике Српске Милорад Додик најавио мирно раздруживање од Босне и Херцеговине.[176]
- 24. мај:
  - Украјина је отворила све бране на хидроелектрани Дњепар и започела масовно испуштање воде.[177]
  - Русија опозвала свог амбасадора у Јерменији.[178]
  - Шеф руске обавештајне службе ФСБ Александар Бортников изјавио је да украјинска војна обавештајна служба директно повезана са терористичким нападом у Крокусу.[179]
  - Ухапшена браћа Панић, Урош и Милош, на основу потернице Трећег основног јавног тужилаштва у Београду. Отпужени су за организовање проституције. Бизнис су организовали постављањем огласа у коме, како су навели, младе и згодне масерке пружају услуге сензуалне масаже за мушкарце, по цени од три и по до 10.000 динара. Истовремено су нудили посао и масеркама, уз дневну зараду од 100 евра. Све под покровитељством салона који је пријављен у Агенцији за привредне регистре и чији је власник осумњичени Вук Станковић.
- 26. мај:
  - Израелске одбрамбене снаге су бомбардовале подручје града Рафах, где је погинуло најмање 45 особа.[180]
- 27. мај:
  - Непризната Република Косово постало десети придружени члан Парламентарне скупштине НАТО-а.[181]
  - Више од 2.000 људи затрпано је у клизишту у насељу на северу Папуе Нове Гвиније.[182]
- 28. мај:
  - Парламент Грузије је већином гласова поништио вето председнице Саломе Зарубишвили који је ставила на закон о страним агентима.[183]
  - Израелске снаге гранатирале су шаторски камп у одређеној „безбедној зони“ западно од Рафе и убиле најмање 21 особу.[184]
- 29. мај:
  - Пољска је дозволила употребу оружја испорученог Украјини за ударе на Руску Федерацију.[185]
- 30. мај:
  - Влада Републике Српске донела је Решење о именовању Радне групе за израду Споразума о мирном раздруживању Републике Српске са Федерацијом БиХ.[186]
  - Порота је прогласила бившег председника САД-a Доналда Трампа кривим за фалсификовање пословних књига како би прикрио тајну исплату бившој порно звезди Сторми Данијелс.[187]

### Јун
- 1. јун:
  - Фудбалери Реал Мадрида освојили су Лигу шампиона победом над Борусијом Дортмунд резултатом 2:0.[188]
- 2. јун:
  - Кандидаткиња владајуће странке Клаудија Шејнбаум добила је између 58,3 и 60,7 одсто гласова чиме је постала прва жена председник Мексика.[189]
- 3. јун:
  - Председник парламента Грузије је потписао закон о страним агентима, чиме је преиначен вето председника државе.[190]
  - Западна регионална управа Пограничне службе Украјине саопштила да је најмање 45 људи погинуло док су покушавали да напусте земљу преко планина и реке на државној граници.[191]
- 4. јун:
  - Словенија постала 147. чланица УН која је признала Палестину.[192]
- 6. јун:
  - У Мексику је забележен први смртни случај од птичјег грипа H5N2.
- 8. јун:
  - У Београду одржан је први Свесрпски сабор. Неколико десетина институција Републике Србије и Републике Српске потписало је документа о сарадњи, као и Декларацију о заштити националних и политичких права и заједничкој будућности српског народа.[193]
  - У израелском нападу убијено је најмање 274 људи, а десетине рањених су стигли у болницу након израелског напада на избеглички камп у Нусејират.[194]
  - Члан израелског ратног кабинета Бени Ганц напустио је актуелну владу због, како каже, неспособности премијера Нетанјахуа да обезбеди потпуну победу у Гази.[194]
- 9. јун:
  - На изборима за Европски парламент владајуће странке у Француској, Немачкој, Белгији и Чешкој доживеле тежак пораз од десних популистичких странака док су странке десног и левог центра у осталим државама оствариле и даље умерену већину наспрам левих и десних популиста.[195]
  - Француски председник Емануел Макрон распустио владу те земље и најавио парламентарне изборе за 30. јун и 7. јул.[196]
- 10. јун:
  - Премијер Белгије Александер Кро поднео оставку након пораза на изборима за Европски парламент.[197]
  - Потпредседник Малавија Саулос Чилима и други путници су погинули у авионској несрећи.[198]
  - У бази „Југ“ и на полигону „Боровац“ је почела међународна тактичка вежба обучавања „Платинасти вук 24“ у организацији Војске Србије и Европске команде Оружаних снага Сједињених Америчких Држава[199].
- 11. јун:
  - Хантер Бајден, син америчког председника Џозефа Бајдена,  проглашен је кривим по све три тачке оптужнице које га терете да није пријавио да је користио дроге када је купио револвер 2018. године.[200]
  - Администрација америчког председника Џозефа Бајдена укинула је забрану испоруке оружја украјинском батаљону Азов (организација забрањена у Руској Федерацији) и сродним нацистичким формацијама.[201]
  - Отвара се Канцеларија амбасаде Русије у Бањалуци.[202]
- 12. јун:
  - У Јеревану после жустро оптужби премијера државе Никола Пашињана на рачун појединих генерала за кукавичлук дошло је до жестоке туче у парламенту, а на улицама главног града Јерменије почео је сукоб демонстраната и полиције док су специјалне снаге користиле шок бомбе након чега је било теже повређених.[203]
  - Завршен је процес повлачења руских миротвораца из Карабаха, саопштило је Министарство одбране Азербејџана.[204]
  - Бродови руске морнарице пристали су у луку Хавана први пут после кубанске кризе као одговор на ширење НАТО пакта у источној Европи.[205]
- 14. јун:
  - Саудијска Арабија раскинула 50-годишњи петродоларски споразум са САД.[206]
  - Украјина одбила услове за почетак преговора о прекиду рата које је изнео руски председник Владимир Путин.[207]
  - У Немачкој отворено седамнаесто европско првенство у фудбалу.[208]
- 19. јун:
  - Руски председник Владимир Путин и севернокорејски лидер Ким Џонг Ун потписали су Споразум о свеобухватном стратешком партнерству.[209]
  - Више од 900 ходочасника умрло је у Саудијској Арабији током хаџа услед рекордних врућина, а међу преминулима је најмање 323 Египћана и 60 Јорданаца.[210]
  - Председник Србије Александар Вучић се састао са америчким политичарем и бизнисменом Џаредом Kушнером, зетом председника Сједињених Америчких Држава Доналда Трампа. Kушнер је представио пројекат за "велелепни хотел у Београду" на месту Зграде генералштаба, порушене у НАТО бомбардовању.
- 21. јун:
  - Јерменија је признала Палестину као независну државу.[211]
- 23. јун:
  - Четири особе погинуле су током напада украјинских оружаних снага на Севастопољ највећи град на полуострву Крим, а лекарску помоћ затражиле су 144 особе, од којих су 82 хоспитализоване - 55 одраслих и 27 деце.[212]
  - У серији напада у руском граду Дербенту у републици Дагестан погинуло је 20 људи од којих је погинулих седам полицајаца и православни свештеник, а рањено 25 особа. Црква и синагога су запаљене, а у Дагестану су започеле уличне борбе.[213]
  - Изабрана нова влада Северне Македоније на челу са ВМРО-ДПМНЕ, који је на изборима остварио убедљиву победу освојивши 58 од 120 посланичких места са листама Вреди и ЗНАМ, а за председника нове Владе Северне Македоније је изабран Христијан Мицкоски.[214]
- 24. јун:
  - Александар Шапић поново изабран за градоначелника Београда.[215]
- 25. јун:
  - Аустралијски новинар Џулијан Асанж је пуштен из затвора у Британији и лети у Аустралију, преноси „Викиликс“.[216]
  - Демонстранти у Кенији провалили су у парламент у Најробију.[217]
  - Европска унија је започела приступне преговоре са Украјином и Молдавијом.[218]
- 26. јун:
  - Одлазећи холандски премијер Марк Руте изабран је за новог генералног секретара НАТО-а.[219]
  - У Боливији покушано пуч против владе који није успео.[220]
- 27. јун:
  - Бранислав Недимовић, потпредседник Фудбалског савеза Србије, поднео је неопозиву оставку само дан након што су се селектор фудбалске репрезентације Драган Стојковић и фудбалери Србије вратили у престоницу, након испадања са Европског првенства.[221]
- 28. јун:
  - Скупштина Црне Горе усвојила је Резолуцију о геноциду у Јасеновцу и логорима Дахауу и Маутхаузену.[222]
- 29. јун:
  - Припадник Жандармерије рањен је из самострела у врат испред Амбасаде Израела у Београду.[223]
- 30. јун:
  - у првом кругу ванредних парламентарних избора у Француској, крајње десничарско Национално окупљање освојило је 34,2 одсто гласова, крајње левичарски Нови народни фронт 29,1, а центристичка алијанса Заједно председника Макрона 21,5 процената. Веома висока излазност, према проценама 69 одсто, највише у последњих неколико деценија. Други круг се одржава 7. јула.[224]

### Јул
- 1. јул:
  - Летонија је легализовала истополне бракове.[225]
- 2. јул:
  - Народна скупштина Републике Српске усвојила је „Декларацију о заштити националних и политичких права и заједничкој будућности српског народа”.[226]
  - У снажном невремену са обилним падавинама, градом и јаким ветром које погодило Србију и околне државе региона дошло је до великих бујица и поплава, а у Црној Гори су погинуле две особе док је у Србији причињена велика материјална штета.[227]
  - Најмање 107 људи, углавном жена, погинуло је у великом стампеду током верског догађаја у округу Хатрас у индијској држави Утар Прадеш.[228]
  - После 223 дана од ванредних парламентарних избора изабрана нова холандска влада коју предводи Дик Шуф и десничарске странке у коалицији.[229]
- 4. јул:
  - На парламентарним изборима у Уједињеном Краљевству убедљиву победу однела Лабуристичка партија; за новог премијера изабран Кир Стармер.[230]
  - На самиту ШОС-а у Астани Белорусија примљена као пуноправна чланица.[231]
  - Вулкан Етна на Сицилији почео је да избацује лаву током ноћи, известио је Национални институт за геофизику и вулканологију Италије, напомињући да се облак гаса и пепела попео на висину од пет километара.[232]
- 5. јул:
  - Министар унутрашњих послова Ивица Дачић донео одлуку о укидању црвеног нивоа безбедносних претњи од тероризма.[233]
  - Лидер Лабуриста Кир Стармер ступио је на дужност премијера Уједињеног Краљевства.[234]
  - Премијер Словачке Роберт Фицо први пут се појавио у јавности и вратио на политичку сцену након покушаја атентата на њега у мају.[235]
  - Масуд Пезешкијан победио је на председничким изборима у Ирану.[236]
- 6. јул:
  - Буркина Фасо, Мали и Нигер у Нијамеју основали Конфедерацију држава Сахела.[237]
- 7. јул:
  - Левица победила у другом кругу парламентарних избора у Француској.[238]
- 9. јул:
  - Европска унија је обуставила процес евроинтеграција Грузије.[239]
- 11. јул:
  - Одлуком Уставног суда у предмету IUo39\22 укинута је Уредба Владе о забрани пројекта Јадар.[240]
- 12. јул:
  - Сви оптужени у случају „државни удар” у Црној Гори ослобођени су кривице одлуком Вишег суда.[241]
  - Одлуком извршног одбора Фудбалског савеза Србије одлучено је да Драган Стојковић остаје селектор фудбалске репрезентације Србије.[242]
- 13. јул:
  - У израелском нападу у провинцији Кан Јунис порастао је на 90, а док је више од 300 људи повређено.[243]
  - Бивши председник Сједињених Америчких Држава и кандидат за будућег председника Доналд Трамп рањен је у атентату на предизборном скупу у Пенсилванији.[244]
- 14. јул:
  - У израелским ваздушним нападима на Појас Газе, данас је убијена најмање 31 особа.[245]
- 15. јул:
  - Премијер Естоније Каја Калас и министри поднели су оставке на своје функције.[246]
- 17. јул:
  - Украјина је обуставила транзит нафте компаније „Лукоил“ преко своје територије у Мађарску и Словачку.[247]
- 18. јул:
  - Урсула фон дер Лајен поново је изабрана за председницу ЕК, на нови петогодишњи мандат. За је био 401 посланик, против 284, седморо посланика није гласало, 15 их је било уздржаних.[248]
- 19. јул:
  - Банке, авио-компаније и медији широм света погођени су глобалним прекидом рада повезаних са Виндовс рачунарима, а потешкоће са емитовањем прекинуле су рад великих медија попут Скајњуз и АБЦ, а бројни летови на америчким аеродромима су обустављени.[249]
  - Немачки канцелар Олафа Шолца и председник Србије Александра Вучића су у Београду потписали Меморандум о разумевању о стратешком партнерству Србије и Европске уније у области одрживих сировина, ланаца вредности батерија и електричних возила[250].
- 21. јул:
  - Председник САД Џо Бајден је одустао од кандидатуре за председника Сједињених Америчких Држава на предстојећим изборима.[251]
- 26. јул:
  - Дефилеом бродова на Сени, са спортским делегацијама земаља учесница, у Паризу су отворене Летње олимпијске игре 2024. године.[252]
- 27. јул:
  - Након ракетног напада Хезболаха на Мајдал Шамс на Голанској висоравни у којем је погинуло најмање 12 особа, а повређено више од 30.[253]
  - Припадници руске паравојне групе Вагнер претрпели су тешке губитке у борбама са побуњеницима на северу Малија на граници са Алжиром изгубивши 84 бораца.[254]
- 28. јул:
  - Николас Мадуро поново је изабран за председника Венецуеле након што је освојио 51,2 одсто гласова, док је опозициони кандидат Едмундо Гонзалес освојио 44,2 одсто.[255]
- 31. јул:
  - Шеф Политбироа Хамаса Исмаил Ханије убијен је у Техерану.[256]
  - Најмање 151 особа погинула је услед клизишта у индијској савезној држави Керали, у округу Вајанад, док се 187 особа води као нестало.[257]

### Август
- 2. август:
  - Украјина прогласила банкрот пошто је влада званично објавила да нема новца за отплату кредита.[258]
- 3. август:
  - У фабрици 'Kрушик' је око 9.15 часова у процесу рада дошло до активирања основног пуњења за минобацачку мину. Као последица детонације и распрскавајућег дејства сагорелих барутних честица је о повреде десет лица
- 4. август:
  - У финалу тениског турнира на ЛОИ ’24, победом 7:6 7:6 над Карлосом Алкаразом, Новак Ђоковић, је освојио златну медаљу и комплетирао златни слем каријере.[259]
- 5. август:
  - После масовних протеста и најгорег крвопролића у Бангладешу од 1971. године, премијерка Шеик Хасина је поднела оставку и напустила земљу.[260]
- 6. август:
  - Оружане снаге Украјине започеле су велике офанзивне војне операције на територији Руске Федерације у Курској области заузевши неколико села и мањих градова унутар руске територије.[261]
- 7. август:
  - Нигер прекинуо дипломатске односе са Украјином, уз оптужбе да Кијев  пружа подршку терористичким групама.[262]
  - Парламент Бугарске усвојио је закон о забрани ЛГБТQ+ пропаганде у школама.
- 8. август:
  - Оружане снаге Руске Федерације започеле су масивне контранападе у региону Курске, Сумске и Харковске, а офанзивне операције у Доњецкој области према граду Покровск.[263][264]
  - Поплаве услед обилних падавина погодиле су јеменски град Ел Худаида, а према у којима је најмање 45 људи изгубило је живот.[265]
- 9. август:
  - Авион са 62 путника и чланова посаде, срушио се у бразилском месту Вињедо, у близини Сао Паула.[266]
- 10. август:
  - Најмање 100 људи је погинуло, а десетине рањено у израелском бомбардовању школе у насељу Ал-Дарај у Појасу Газе.[267]
  - Кошаркашка репрезентација Србије победом над Немачком с резултатом 93 : 83 освојила је бронзану медаљу на кошаркашком турниру на ЛОИ ’24.[268]
- 11. август:
  - Ватерполо репрезентација Србије победом над Хрватском с резултатом 13 : 11 освојила је златну медаљу на ватерполо турниру на ЛОИ ’24.[269]
- 18. август:
  - Земљотрес на Камчатки, јачине 7 по Рихтеру, изазвао је снажну ерупцију вулкана Шивелич, који је избацио пепео на висину од осам километара.[270]
- 20. август:
  - Институт за јавно здравље Војводине утврдио је присуство нематода у води за пиће пореклом из ЈKП “Водовод и канализација” Нови Сад. Биолошка анализа воде за пиће извршена је након претходно утврђене сумње
  - Украјински парламент усвојио је закон којим се де факто забрањује канонска Украјинска православна црква.[271]
  - Азербејџан је поднео захтев за учлањење у међудржавно удружење БРИКС.[272]
- 21. август:
  - Три особе убијене су у пуцњави која се догодила у просторијама Гимназије у Санском Мосту.[273]
  - Председник Србије Александар Вучић се састао са помоћником генералног секретара НАТО за политичка питања и безбедносну политику Борисом Ругеом[274].
- 22. август:
  - Најмање 10 миграната, међу којима и мајка и њена деветомесечна беба, удавило се након што им се чамац преврнуо док су покушавали да пређу реку Дрину, која раздваја Србију и Босну и Херцеговину код места Дрлаче.[275]
- 23. август:
  - Недалеко од исландског града Гриндавика почео је да еруптира вулкан Сунднукур.[276]
  - Независни амерички председнички кандидат Роберт Кенеди се званично повукао у корист републиканског кандидата Доналда Трампа.[277]
- 24. август:
  - Председник Украјине Владимир Зеленски је потписао закон којим се забрањују верске организације које имају везе са Руском Федерацијом, чиме се практично забрањује рад канонске Украјинске православне цркве.[278]
  - Оснивач „Телеграма“ Павел Дуров приведен је на аеродрому у Паризу.[279]
- 26. август:
  - Руска војска је извела масовни удар прецизним оружјем и беспилотним летелицама на објекте критичне енергетске инфраструктуре који подржавају функционисање војно-индустријског комплекса Украјине, већина Украјине остала без електричне енергије.[280]
- 28. август:
  - Победом на домаћем терену над Бодеом резултатом 2:0, ФК Црвена Звезда се пласирала у групну фазу Лиге шампиона.[281]
- 29. август:
  - Уговор о набавци авиона "рафала“ и пратећих роба и услуга потписали су министар одбране Србије Братислав Гашић и Ерик Трапије.[282]
- 30. август:
  - Пет особа је убијено, а 46 рањено у украјинском нападу у граду Белгороду на југозападу Русије.[283]
  - Припадници специјалне јединице тзв. Косовске полиције упали су после подне у зграде Привремених органа у четири српске општине на северу Косова Косовска Митровица, Лепосавић, Звечан и Зубин Поток.[284]

### Септембар
- 2. септембар:
  - Турска поднела захтев за пријем у БРИКС.[285]
- 3. септембар:
  - У руском ракетном нападу на украјински град Полтава погинула 51 особа.[286]
- 4. септембар:
  - Борисав Бора Ђорђевић, српски легендарни кантаутор, песник, текстописац и вођа рок групе Рибља чорба преминуо је у болници у Љубљани после десетодневне тешке упале плућа.[287]
- 12. септембар:
  - Припадник Војске Србије из Ниша, је управљајући у пијаном стању теретним борбеним возилом изазвао је саобраћајну несрећу у месту Бојанићи, у којој је погинуло шест особа.
- 17/18. септембар:
  - Најмање 32 особе су погинуле и више од 3 200 повређено након  координисаног експлодирања [] пејџера и воки-токија које су користили припадници Хезболаха у Либану и Сирији.[288][289]
- 18. септембар:
  - Велике Поплаве у средњој Европи 2024. захватиле су неколико земаља средње Европе. Страдало је преко двадесет људи и нанета је велика материјална штета.[290]
- 23. септембар:
  - Израелска војска је извела нападе [] на преко 1000 циљева у Либану.[291]
- 27. септембар:
  - Вођа Хезболаха, Хасан Насрала, убијен у нападу израелског ратног ваздухопловства на штаб Хезболаха у Бејруту.[292]
  - Ураган Хелена је погодио САД. Преко 225 особа је умрло, четири милиона људи је остало без струје и причињена је материјална штета.[293]
- 29. септембар:
  - На парламентарним изборима у Аустрији [], Слободарска партија освојила 29,2% гласова и постала најјача странка у аустријском парламенту.[294]

### Октобар
- 1. октобар:
  - Израелске одбрамбене снаге су по наређењу премијера и врховног команданта Бењамина Нетањахуа отпочеле копнену инвазију [] на Либан.[295]
  - Иранска револуционарна гарда испалила је десетине пројектила на Израел.[296]
  - У пуцњави у јужном делу Тел Авива, у Јафи, погинуле су најмање четири особе, седам је повређено, а двојица нападача су неутрализована.[296]
  - Оружане снаге Руске Федерације су после двогодишњих тешких борби и губитака потиснуле Оружане снаге Украјине из места Угледар и преузеле пуну контролу над градом.[297]
  - Холандски политичар Марк Руте званично је ступио на дужност 14. генералног секретара НАТО-а.[298]
  - После 142 године, Велика Британија је престала да производи електричну енергију сагоревањем угља.[299]
- 3. октобар:
  - Убијен Хашем Сафиједин, нови лидер Хезболаха током израелског ваздушног напада на Бејрут.[300]
  - Најмање 78 људи се удавило након превртања чамца са 278 путника на језеру Киву у Демократској Републици Конго, саопштио гувернер провинције Јужни Киву Жан Жак Пуриси.[301]
- 4. октобар: 
  - У поплавама и клизиштима у Федерацији Босне и Херцеговине страдало 27 особа; Влада Федерације БиХ прогласила је стање природне несреће.[302]
  - Преминуо је генерал-пуковник и последњи Народни херој Југославије Петар Матић Дуле.[303]
  - Кредитна агенција S&P доделила Србији инвестициони рејтинг BBB-, као првој на Западном Балкану и једином кандидату за пријем у ЕУ.[304]
  - Припадници наоружане банде Гран Гриф убили су најмање 70 људи у граду на Хаитију док су пролазили пуцајући из аутоматских пушака на становнике, изјавио је портпарол Канцеларије Уједињених нација за људска права Тхамен ел Кетан.[305]
- 7. октобар:
  - Палестинске власти саопштиле су да је од 7. октобра прошле године у Појасу Газе погинуло најмање 41.965 особа.[306]
- 9. октобар:
  - У Паризу и на Опленцу обележено 90. година од Марсељског атентата.[307]
  - Ураган Милтон [] је приликом удара на Флориду усмртио најмање 16 особа и начинио штету која се процењује на неколико десетина милијарди долара.[308]
- 13. октобар:
  - Американац из Лас Вегаса ухапшен је у близини митинга бившег америчког председника Доналда Трампа у калифорнијском граду Коачела, са напуњеним ватреним оружјем и великом количином муниције, саопштило је шерифско одељење округа Риверсајд.[309]
- 14. октобар:
  - Источна војна команда Кинеске војске организовала је војне вежбе Заједнички мач 2024Б у Тајванском мореузу и на северним, јужним и источним деловима острва Тајван, а у вежби су учествовале копнене, морнаричке, ваздухопловне трупе и ракетне снаге.[310]
- 15. октобар:
  - У израелским ваздушним нападима на Либан погинула 41 особа.[311]
  - Северна Кореја дигла у ваздух путеве и пруге који је повезују са Јужном Корејом.[312]
- 16. октобар:
  - Први брод италијанске војне морнарице са мигрантима који су спасени у међународним водама у близини Лампедузе стигао у Албанију где ће мигранти бити смештени у новоизграђени центар за прихват у складу са споразумом који су ове две земље потписале.[313]
  - Више од 180 особа повређено је у земљотресу јачине 6,1 јединице Рихтера који је погодио источну турску провинцију Малатију, али није било погинулих. Земљотрес се осетио и у сиријским провинцијама Хасаки, Дајр ез Заур и Алеп, јавила је државна новинска агенција те земље.[314]
  - После одбијања владајуће скупштинске већине предлоге опозиционих странака о забрани експлоатације литијума у Србији започели су нови протести против Рио Тинта скупом у Лозници, а најављене су нове блокаде.[315]
  - Најмање 140 људи је погинуло након јучерашње експлозије на северу Нигерије која се догодила када су становници почели да сакупљају гориво које је исцурело из преврнуте цистерне.[316]
- 17. октобар:
  - Јахја Синвар, вођа Хамаса, убијен је у нападу израелских оружаних снага на Рафу.[317]
  - Званични Пјонгјанг је прогласио Јужну Кореју "непријатељском државом", објавили су државни медији Северне Кореје. Комуникација између две државе је прекинута, а национална скупштина Северне Кореје је изменила устав у складу са заветом њиховог лидера да напусти уједињење као национални циљ.[318]
  - Италијански Сенат је са 84 гласа за и 58 гласова против, изгласао Закон о забрани "трудноће за друге особе" за своје државњане у иностранству. У Италији је сурогат материнство које се обавља у земљи илегално од 2004. године.[319]
- 18. октобар:
  - Јужнокорејска обавештајна агенција саопштила да може да потврди информације да Северна Кореја шаље око 10.000 војника у Русију, како би подржала Москву у рату против Украјине.[320]
  - Цело острво Куба остало је без струје, због чега је десет милиона становника у мраку.[321]
- 19. октобар:
  - Припадници Хезболаха су извели нападе дроном на кућу израелског премијера Бењамина Нетањахуа у Тел Авиву.[322]
  - Најмање 70 особа је убијено у израелском бомбардовању Џабалије.[323]
- 20. октобар:
  - Обележено је 80 година од ослобођења Београда, када су Црвена армија и партизани протерали окупаторску немачку војску.[324]
- 22. октобар:
  - Бивши председник Перуа, Алехандро Толедо, осуђен је на 20 година и шест месеци затвора због примања мита од једне бразилске грађевинске компаније.[325]
- 23. октобар:
  - Нови Сад обележио 80. годишњицу ослобођења у Другом светском рату.[326]
  - Усвојена је Казањска декларација на 16. Самиту БРИКС-а после које су статус земље партнера добило 13 земаља кандидата од којих су Турска, Казахстан, Узбекистан, Алжир, Белорусија, Боливија, Куба, Индонезија, Малезија, Нигерија, Тајланд, Уганда и Вијетнам.[327]
- 24. октобар:
  - Државна дума Русије ратификовала је споразум о свеобухватном стратешком партнерству Русије и Северне Кореје.[328]
  - У тропској олуји Трами, која је погодила североисточну обалу Филипина, погинуло је најмање 26 људи, док је више од 150.000 људи морало да напусти своје домове.[329]
- 25. октобар:
  - У нападу на Полицијску станицу у Босанској Крупи убијен је полицајац Огњен Маран из Новог Града, док је тешко рањен његов колега Авдо Хасановић из Босанске Крупе.[330]
- 26. октобар:
  - Израел је покренуо војну акцију против Ирана, са више експлозија пријављених у Техерану и Караџу.[331]
  - Владајућа грузијска партија Грузијски сан освојила је 53 одсто гласова на парламентарним изборима.[332]
- 27. октобар:
  - На седмом ванредним парламентарним изборима у Бугарској, странка десног центра ГЕРБ освојила је 26,08 одсто гласова.[333]
- 29. октобар:
  - Наим Касем изабран је за новог лидера Хезболаха, након што је Израел ликвидирао Хасана Насралаха и Хашема Сафиједина.[334]
  - Најмање 158 особа је погинуло у Валенсији услед обилних поплава.[335]
- 30. октобар:
  - Европска комисија обуставила преговоре о чланству Грузије у ЕУ.[336]

### Новембар
- 1. новембар:
  - Четрнаест особа је погинуло, а више рањено у обрушавању надстрешнице на железничкој станици у Новом Саду. Проглашен је 2. новембар за дан жалости.[337]
- 5. новембар:
  - Министар грађевинарства, саобраћаја и инфраструктуре Горан Весић поднео је оставку на ту функцију.[338]
  - Доналд Трамп је победио на изборима и добио довољно електорских гласова за избор 47. председника Сједињених Америчких Држава.[339]
  - Израелски премијер Бенјамин Нетанјаху разрешио је дужности министра одбране Јоава Галанта, а Израелу Кацу је понуђено да га замени.[340]
  - Оружане снаге Руске Федерације су започеле зимску војну кампању офанзивом у правцу града Запорожје.[341]
- 9. новембар:
  - Најмање 24 особе су погинуле, а 53 је повређено у експлозији на железничкој станици у граду Квета у пакистанској провинцији Балуџистан.[342]
- 11. новембар:
  - Русија и Северна Кореја ратификовале су заједнички споразум о свеобухватном стратешком партнерству.[343]
  - Брана Тернивска на резервоару Курахово у Доњецкој области дигнута је у ваздух.[344]
  - Бивши министар одбране Шигеру Ишиба поново је изабран за премијера Јапана.[345]
- 14. новембар:
  - Новоизабрани председник Доналд Трамп је саопштио да је именовао |Роберта Кенедија Млађег за министра здравља Сједињених Америчких Држава, а Тулси Габард нови шеф америчке обавештајне службе и ратни ветеран.[346][347]
  - Зграде Генералштаба и Министарства одбране у центру Београда, према одлуци Владе Србије, губе својство културног добра, објављено је у Службеном гласнику.[348]
- 15. новембар:
  - Оружане снаге Руске Федерације су као део зимске кампање започеле офанзиву на Черниговску област.[349]
  - У Сухумију главном граду Абхазије поводом спорног споразума са Русијом демонстранти заузели парламент, председник обећао оставку када напусте зграду.[350]
- 17. новембар:
  - Индија је успешно тестирала хиперсоничну ракету дугог домета са острва Абдул Калам код обала савезне државе Одиша.[351]
  - Две ракете пале су у двориште резиденције израелског премијера Бенјамина Нетанијахуа у Цезареји.[352]
  - Оружане снаге Руске Федерације извеле су масивне ракетне нападе по енергетској инфраструктури Украјине.[353]
  - Сједињене Америчке Државе, Уједињено Краљевство и Француска дозволиле су оружаним снагама Украјине за нападе ракетама дугог домета по територији Руске Федерације.[354]
  - Једна од троје тешко повређених при обрушавању надстрешнице на Железничкој станици у Новом Саду преминула је у Клиничком центру Војводине, тиме је број жртава порастао на 15.[355][356]
- 18. новембар:
  - Комуникациони кабл који иде по дну Балтичког мора између Немачке и Финске је прекинут.[357]
- 19. новембар:
  - Председник Абхазије Аслан Бжанија поднео је оставку након преговора са опозицијом.[358]
  - Украјинске снаге напале су ракетама дугог домета Брјанску област у Русији.[359]
  - Руски председник Владимир Путин потписао је ажурирану верзију нуклеарне доктрине земље која је темељно начело које подразумева употребу нуклеарног оружја као крајњу меру за заштиту суверенитета земље.[360]
- 20. новембар:
  - Томислав Момировић поднео оставку на место министра унутрашње и спољне трговине.[361]
  - В. Д. директора Инфраструктуре железнице Србије Јелена Танасковић поднела је оставку због трагедије на Железничкој станици у Новом Саду у којој је погинуло 15 људи.[362]
  - Најмање 36 људи је погинуло, а 50 је рањено у израелском бомбардовању Палмире у Сирији.[363]
- 21. новембар:
  - Ухапшено 11 особа због пада надстрешнице на Железничкој станици у Новом Саду међу којима су бивши министар Горан Весић и директорка Железнице Србије Јелена Танасковић.[364]
  - Русија је лансирала интерконтиненталне балистичке ракете "Кинжал" и "Орешник" на Дњепропетровск из своје јужне области Астрахан.[365]
  - Међународни кривични суд издао је налоге за хапшење премијера Израела Бенјамина Нетанјахуа, бившег израелског министра одбране Јоава Галанта и лидера Хамaса Мухамеда Дијаба ел Масрија, због наводних ратних злочина и злочина против човечности.[366]
- 23. новембар:
  - Виши суд у Новом Саду одредио је притвор Горану Весићу и за још деветоро ухапшених до 30 дана због несреће у Новом Саду. Кућни притвор одређен је Јелени Танасковић и Анити Димоски.[367]
- 25. новембар:
  - Министарство правде САД одустало је од свих федералних случајева против Доналда Трампа.[368]
- 26. новембар:
  - Ратни кабинет Израела одобрио је споразум о прекиду ватре у Либану који ће ступити на снагу ујутру 27. новембра у 09:00 сати.[369]
  - На подручју Београда, Ниша, Новог Сада и Сремске Митровице ухапшено осам особа које се сумњиче да су се као организатори и припадници организоване криминалне групе "балкански картел" бавили кријумчарењем кокаина на међународном нивоу.[370]
- 27. новембар:
  - Виши суд у Новом Саду укинуо притвор Горану Весићу.[371]
  - Европски парламент одобрио је нову Европску комисију са Урсулом фон дер Лајен на челу, у оквиру које ће функцију комесара за проширење обављати Марта Кос из Словеније, док ће високи представник ЕУ за спољне послове и безбедносну политику бити Каја Калас из Естоније.[372]
  - Протурске снаге започеле су велику офанзиву под називом „Одраз агресије“, приближивши се на 10 км од Алепа.[373]
- 28. новембар:
  - Снаге сиријске опозиције под вођством Тахрир ел Шама и Абу Мухамад ел Џуланија су ушле у град Алеп у првој офанзиви након примирја из 2020. године.[374]
- 29. новембар:
  - У Доњим Варагама код Зубиног Потока, експлозија је оштетила канал Ибар—Лепенац, што је довело до прекида водоснабдевања подручја Косова. Власти у Приштини су окаректерисале инцидент као терористички напад Србије и ухапсили неколико Срба из Зубиног Потока.[375]
  - Чад раскинуо војни споразум са Француском.[376]
  - Милитанти су заузели стратешки важан град Саракиб у сиријској провинцији Идлиб и упали у центар Алепа са запада.[377]
- 30. новембар:
  - Припадници сиријске опозиције и Тахрир ел Шама преузели су потпуну контролу над највећим сиријским градом Алепо.[378]

### Децембар
- 1. децембар:
  - Одлазећи председник САД Џозеф Бајден помиловао је свог сина Хантера Бајдена.[379]
- 3. децембар:
  - Председник Јужне Кореје Јун Сук Јол прогласио је ратно стање како би се искорениле  „просевернокорејске снаге” и одржао „уставни поредак”. Парламент је блокирао одлуку и сматра је неважећом. Војска напустила парламент после гласања народних посланика.[380]
- 4. децембар:
  - Већина посланика у француском парламенту је гласала за неповерење влади Мишела Барнијеа.[381]
- 5. децембар:
  - Француски премијер Мишел Барније званично је поднео оставку председнику Емануелу Макрону.[382]
  - Сиријски побуњеници заузела је град Хама у централном делу земље након вишедневних жестоких борби са владиним снагама.[383]
  - Земљотрес јачине 7 степени по Рихтеру погодио је морску област код северног дела америчке савезне државе Калифорнија.[384]
- 6. децембар:
  - Уставни суд Румуније поништио је резултате првог круга председничких избора.[385]
- 7. децембар:
  - Сиријски побуњеници заузели су град Дара на крајњем југу Сирије.[386]
- 8. децембар:
  - Сиријски побуњеници су заузели Дамаск и прогласили победу над снагама лојалним председнику Асаду, који је напустио Дамаск у правцу Москве.[387]
  - Израелске одбрамбене снаге покренуле су инвазију на југ Сирије у правцу Голанске висоравни и града Дара.[388]
  - На конзисторију у базилици Св. Петра у Ватикану, папа Фрања је доделио титулу кардинала београдском надбискупу Ласлу Немету, чиме је он постао први кардинал Католичке цркве из Србије.[389]
- 10. децембар:
  - Председник Бразила Лула да Силва је хоспитализован због излива крви у мозак.[390]
- 11. децембар:
  - Побуњеници су уништили гроб Хафиза ел Асада оца Башара ел Асада у Латакији и породичну гробницу.[391]
  - Оружане снаге Украјине извеле су после две недеље нови ракетни напад на територију Руске Федерације на војни аеродром у граду Таганрог.[392]
- 13. децембар:
  - Лидер француске центристичке партије МоДем Франсоа Бајру именован је за новог премијера Француске.[393]
  - Русија је покренула велики ракетни напад на украјинске енергетске објекте као одговор на украјинске нападе на град Таганрог два дана раније.[394]
- 14. децембар:
  - Михаил Кавелашвили, кандидат владајуће партије Грузијски сан, изабран је за председника Грузије.[395]
  - Јужнокорејски Парламент изгласао опозив председника републике Јун Сук Јола са 204 гласа за и 85 против.[396]
- 16. децембар:
  - Делегати Изборне скупштине ДС су у другом кругу изабрали Срђана Миливојевића за новог председника Демократске странке.[397]
  - Бундестаг је изгласао неповерење влади Олафа Шолца.[398]
- 17. децембар:
  - У експлозији на југо-истоку Москве погинуо је начелник снага за радијациону, хемијску и биолошку заштиту Оружаних снага Русије, генерал-потпуковник Игор Кирилов.[399]
  - Најмање 14 особа је погинуло, а стотине су повријеђене након што је земљотрес јачине 7,3 степена по Рихтеру погодио пацифичку острвску државу Вануату.[400]
- 18. децембар:
  - Најмање 13 људи је погинуло када се индијски војни чамац сударио са путничким трајектом са више од 100 путника који се потом преврнуо.[401]
  - Оружане снаге Украјине је извршила напад западним пројкетилима на хемијску фабрику Каменски у руској Ростовској области, користећи шест ракета АТАЦМС и четири крстареће ракете Сторм Шедоу.[402]
- 20. децембар:
  - Једно дете је преминуло, учитељица и шесторо ученика је повређено у нападу ножем који се догодио у ОШ Пречко у Загребу.[403]
  - Пет особа, међу којима је и дете, погинуле су када је аутомобил улетео на божићни вашар у немачком граду Магдебургу.[404]
  - Шест особа, међу којима и једно дете, убијено је у украјинском гранатирању Риљска у Курској области.[405]
  - Сједињене Америчке Државе су скинуле са потернице вођу групе Тахрир ел Шам под називом Ахмед Хусеин ел Шара познат и као Абу Мухамед ел Џулани.[406]
- 22. децембар:
  - Јеменски Хути преузели су одговорност да су они оборили борбени авион америчке морнарице Ф/А-18 изнад Црвеног мора.[407]
- 24. децембар:
  - Најмање 12 људи погинуло је у експлозији у турској фабрици експлозива у Баликесиру.[408]
- 25. децембар:
  - Најмање 38 људи погинуло је у паду путничког авиона компаније Азербејџан ерлајнс у Казахстану.[409]
- 27. децембар:
  - У Србији почело емитовање телевизијског канала Russia Today (RT Балкан).[410]
  - Народна скупштина опозвала вршиоца дужности председника и премијера Јужне Кореје Хан Дук-суа.[411]
- 29. децембар:
  - Најмање 180 особа је погинуло у Јужној Кореји када је путнички авион компаније „Џеџу ер“ са 181 путником и члановима посаде слетео са писте приликом приземљења, ударио у зид, запалио се и експлодирао на аеродрому Муан.[412]
  - Отворена брза саобраћајница која спаја Мачву и Подриње, Шабац и Лозницу.[413]
- 30. децембар:
  - Више јавно тужилаштво у Новом Саду подигло је оптужницу против 13 окривљених у случају пада надстрешнице у Новом Саду, 1. новембра, када је погинуло 15 особа.[414]
  - У Етиопији 71 особа погинула је у саобраћајној несрећи, када је камион препун путника који су кренули на свадбу упао у реку.[415]
- 31. децембар:
  - Оружане снаге Руске Федерације преузеле су пуну контролу над украјинским градом Курахове у Доњецкој области.[416]

## Смрти

### Јануар
- 1. јануар:
  - Марио Бољат, југословенски и хрватски фудбалер (*1951)
  - Србољуб Живановић, српски антрополог, палеопатолог и академик АНУРС (*1933)
  - Никлаус Вирт, швајцарски информатичар (*1934)
- 4. јануар — Кристијан Оливер, немачки и амерички глумац (*1972)
- 5. јануар:
  - Марио Загало, бразилски фудбалер и тренер (*1931)
  - Роберт Розентал, амерички психолог (*1933)
- 6. јануар — Мирослав Живановић, српски певач, музичар и фронтмен рок групе Алиса (*1959)
- 7. јануар — Франц Бекенбауер, немачки фудбалер и тренер (*1945)
- 9. јануар:
  - Светомир Бојанин, српски неуропсихолог и дечији психијатар (*1932)
  - Роберт Немечек, српски музичар (*1949)
- 12. јануар:
  - Живан Поповић, српски стогодишњак (*1917)
  - Гонзало Лира, чилеанско-амерички књижевник, режисер, новинар и јутјубер (*1968)
- 13. јануар — Стивен Лајбут, аустралијски фудбалер (*1977)
- 15. јануар — Драган Данелишен, српски доктор и универзитетски професор (*1941)
- 16. јануар — Милан Ненадић, југословенски и српски рвач (*1943)
- 17. јануар:
  - Дејан Милојевић, српски кошаркаш и кошаркашки тренер (*1977)
  - Јуриј Соучек, југословенски и словеначки филмски и позоришни глумац (*1929)
- 20. јануар:
  - Зоран Ерић, српски композитор и универзитетски професор (*1950)
  - Дејвид Емги, амерички глумац (*1946)
  - Норман Џуисон, канадски редитељ, продуцент и сценариста (*1926)
  - Ан Едвардс, америчка списатељица (*1927)
- 22. јануар:
  - Луиђи Рива, италијански фудбалер (*1944)
  - Арно Пензијас, амерички физичар, радио-астроном и нобеловац (*1933)
- 24. јануар:
  - Карл Андре, амерички вајар (*1935)
  - Божидар Дамјановић Бенедикт, канадско-српски писац и филмски редитељ (*1938)
  - Џеси Џејн, америчка порнографска глумица (*1980)
- 25. јануар:
  - Ивана Мрваљевић, црногорска глумица, продуценткиња и културна радница (*1976)
  - Милан Богуновић, српски и југословенски глумац (*1951)
- 26. јануар — Горан Петровић, српски књижевник и академик (*1961)
- 28. јануар: 
  - Луис Техада, панамски фудбалер (*1982)
  - Милош Стојисављевић Цајгер, српски музичар и басиста (*1960)
- 29. јануар — Жандира Мартини, бразилска глумица, сценаристкиња и списатељица (*1945)

### Фебруар
- 1. фебруар — Карл Ведерс, амерички глумац (*1948)
- 4. фебруар — Хаге Гејнгоб, намибијски премијер (1990–2002; 2012–2015) и председник (2015–2024) (*1941)
- 6. фебруар:
  - Себастијан Пињера, чилеански политичар и председник Чилеа (2010–2014; 2018–2022) (*1949)
  - Сеиџи Озава, јапански диригент (*1935)
- 7. фебруар:
  - Алфредо Кастели, италијански стрип цртач и писац (*1947)
  - Ханс Ројтер, немачки уметник и универзитетски професор (*1942)
- 9. фебруар — Робер Бадентер, француски адвокат, политичар и писац (*1928)
- 11. фебруар — Келвин Киптум, кенијски атлетичар, тркач и маратонац (*1999)
- 12. фебруар:
  - Петар Луковић, српски новинар, новински уредник и рок критичар (*1951)
  - Ратко Шкрбић, пуковник Војске Републике Српске и Војске Југославије (*1950)
- 13. фебруар — Теодор Ковач, српско-јеврејски лекар и универзитетски професор (*1923)
- 14. фебруар — Гојко Шантић, српски глумац (*1946)
- 15. фебруар — Кегни Лин Картер, америчка порнографска глумица (*1987)
- 16. фебруар — Алексеј Наваљни, руски политичар, правник и антикорупцијски активиста (*1976)
- 17. фебруар — Јохан Галтунг, норвешки социолог и математичар (*1930)
- 19. фебруар — Данијел Драгојевић, хрватски песник, есејиста, прозни писац и сценариста (*1934)
- 20. фебруар:
  - Андреас Бреме, немачки фудбалер и фудбалски тренер (*1960)
  - Стојан Максимовић, југословенски и српски архитекта (*1934)
- 21. фебруар:
  - Роже Гијман, француски и амерички ендокринолог и нобеловац (*1924)
  - Драган Сремчевић, српски параолимпијац и такмичар у голболу (*1962)
- 22. фебруар:
  - Чедомир Штрбац, српски правник, историчар, универзитетски професор и амбасадор (*1940)
  - Ика Башић, југословенски и српски филмски и позоришни глумац (*1932)
  - Артур Жорже, португалски фудбалски тренер и фудбалер (*1946)
- 27. фебруар — Ричард Луис, амерички стендап комичар и глумац (*1947)
- 28. фебруар:
  - Николај Ришков, совјетски и руски политичар и премијер СССР (1985–1991) (*1929)
  - Еуген Инђић, српски и француско-амерички пијаниста (*1947)
  - Аким Милер, њемачки научник и универзитетски професор (*1938)
- 29. фебруар:
  - Али Хасан Мвињи, танзанијски политичар и председник Танзаније (1985–1995) (*1925)
  - Брајан Малруни, канадски политичар и премијер Канаде (1984–1993) (*1939)

### Март
- 1. март:
  - Акира Торијама, јапански цртач манга стрипова и цртач у видео играма (*1955)
  - Ајрис Апфел, америчка дизајнерка (*1921)
- 6. март — Иванка Шуприновић, српска и југословенска рукометашица (*1949)
- 8. март — Херберт Кремер, немачко-амерички физичар и нобеловац (*1928)
- 10. март:
  - Костадинка Велковска, југословенска, хрватска и македонска филмска и позоришна глумица (*1949)
  - Кристофер Тили, британски археолог (*1955)
- 11. март — Епископ моравички Антоније, епископ моравички СПЦ и доктор теологије (*1970)
- 12. март — Јордан Поп Јорданов, српски, македонски и југословенски универзитетски професор и научни радник (*1925)
- 13. март:
  - Филип де Гол, француски адмирал, политичар, и писац (*1921)
  - Патријарх бугарски Неофит, бугарски патријарх, поглавар Бугарске православне цркве (2013-2024) (*1945)
  - Сеј Рамић, босанскохерцеговачки ликовни стваралац, ликовни педагог и политичар (*1961)
  - Ролф Дитер Клуге, немачки филолог и академик (*1937)
- 15. март:
  - Ђорђе Вукмировић, српски новинар и публициста (*1954)
  - Петко Чанчар, српски правник, пјесник и афористичар (*1936)
- 16. март — Драгољуб Црнчевић Црнке, српски и југословенски блуз музичар (*1956)
- 17. март — Миле Агатоновић Ага, српски певач народне музике (*1948)
- 18. март:
  - Томас П. Стафорд, амерички пилот, инжењер, астронаут (*1930)
  - Никандро Дијаз Гонзалез, мексички телевизијски продуцент продукцијске куће Телевиса (*1963)
  - Жоана Невес, бразилска параолимпијска пливачица (*1987)
- 19. март:
  - Владимир Стевановић, српски биолог, универзитетски професор и академик (*1947)
  - М. Емет Волш, амерички филмски и телевизијски глумац и комичар (*1935)
- 20. март:
  - Александар Вељић, српски књижевник и преводилац (*1971)
  - Вернор Винџ, амерички писац научне фантастике (*1944)
- 23. март — Абдулах Сидран, југословенски и босанскохерцеговачки пјесник, прозаик и филмски сценарист (*1944)
- 24. март — Томислав Петернек, српски фотограф и уметник (*1933)
- 25. март — Драгослав Манић Форски, српски књижевник (*1936)
- 26. март — Слађана Милошевић, српска певачица (*1955)
- 27. март — Данијел Канеман, израелски и амерички научник, психолог, економиста и нобеловац (*1934)
- 29. март:
  - Луј Госет Млађи, амерички филмски и телевизијски глумац (*1936)
  - Петер Јухас, мађарски фудбалер (*1948)
- 30. март — Данијел Пиксијадес, југословенски, српски и словачки песник (*1931)

### Април
- 1. април:
  - Вера Свобода, југословенска и хрватска певачица забавних, народних и староградских песама (*1936)
  - Мустафа Јашар, југословенски и македонски филмски и позоришни глумац (*1946)
- 2. април — Хуан Висенте Перез, венецуелански суперстогодишњак (*1909)
- 3. април:
  - Вељко Булајић, југословенски, црногорски и хрватски редитељ, сценариста и глумац (*1928)
  - Видан Николић, српски филолог, универзитетски професор и књижевник (*1947)
  - Шандор Милер, мађарски фудбалер (*1948)
- 6. април — Рајко Лукач, српски песник, приповедач, књижевни преводилац и писац књига за децу (*1952)
- 8. април — Питер Хигс, британски теоријски физичар и нобеловац (*1929)
- 9. април — Ранко Ковачевић, српски глумац (*1934)
- 10. април — О. Џ. Симпсон, амерички играч америчког фудбала, коментатор, глумац, и криминалац (*1947)
- 11. април:
  - Акебоно Таро, јапански сумо рвач (*1969)
  - Шигехару Уеки, јапански фудбалер (*1954)
- 13. април — Роберто Кавали, италијански модни дизајнер (*1940)
- 14. април — Лучано Сушањ, југословенски и хрватски атлетичар, политичар и спортски радник (*1948)
- 15. април:
  - Јосип Манолић, југословенски и хрватски политичар и премијер Хрватске (1990-1991) (*1920)
  - Бернд Холценбајн, немачки фудбалер (*1946)
- 16. април — Бошко Продановић, југословенски и српски фудбалер (*1943)
- 19. април:
  - Ђорђе Бобић, југословенски и српски архитекта и урбаниста (*1939)
  - Данијел Денет, амерички филозоф, писац и когнитивни научник (*1942)
  - Брано Мићуновић, контроверзни црногорски предузетник и криминалац (*1953)
- 20. април — Ђерђ Татар, мађарски фудбалер (*1952)
- 28. април — Георгиј Мондзолевски, совјетски одбојкаш (*1934)
- 30. април — Пол Остер, амерички романсијер, песник, есејиста, сценариста, редитељ и преводилац (*1947)

### Мај
- 2. мај:
  - Марица Вулетић Наумовић, српска глумица и редитељка (*1962)
  - Манца Кошир, југословенска и словеначка филмска и позоришна глумица (*1948)
- 3. мај — Имерио Масињан, италијански бициклиста (*1937)
- 4. мај:
  - Војислав Чаркић, свештеник Српске православне цркве и потпуковник ВРС (*1937)
  - Миљко Витезовић, српски музичар и композитор народне музике (*1951)
- 5. мај:
  - Сесар Луис Меноти, аргентински фудбалер и фудбалски тренер (*1938)
  - Бернард Хил, британски глумац (*1944)
  - Александар Рејхенберг, шведско-норвешки хокејаш на леду (*1992)
- 6. мај — Живан Берисављевић, српски правник и политичар (*1935)
- 8. мај — Драгослав Маринковић, српски биолог, генетичар и академик САНУ (*1934)
- 9. мај:
  - Роџер Корман, амерички филмски продуцент, редитељ, сценариста и глумац (*1926)
  - Иван Ивањи, српско-јеврејски књижевник и преводилац (*1929)
- 10. мај:
  - Светомир Арсић Басара, српски вајар, писац и академик САНУ (*1928)
  - Џејмс Харис Сајмонс, амерички математичар, милијардер, хеџ фонд менаџер, и филантроп (*1938)
- 13. мај — Алис Манро, канадска књижевница и нобеловка (*1931)
- 15. мај — Драган Шекарић Шекс, српски и канадски ликовни уметник (*1957)
- 16. мај — Дебни Колман, амерички филмски, телевизијски и позоришни глумац (*1932)
- 17. мај — Гордон Бел, амерички инжењер електротехнике и руководилац (*1934)
- 19. мај:
  - Ебрахим Раиси, председник Ирана (*1960)
  - Ричард Форонџи, амерички глумац (*1937)
- 22. мај — Тони Монтано, српски музичар и певач (*1962)
- 25. мај — Ричард М. Шерман, амерички композитор (*1928)
- 27. мај — Бил Волтон, амерички кошаркаш (*1952)
- 30. мај — Дру Гордон, амерички кошаркаш (*1990)

### Јун
- 1. јун — Војислав Туфегџић, српски новинар и писац (*1962)
- 2. јун — Мирослав Ж. Симић, српски писац, публициста и истраживач српске прошлости (*1944)
- 3. јун:
  - Бригите Бирлајн, аустријски правник, политичар и канцелар Аустрије (2019-2020) (*1949)
  - Вилијам Расел, британски глумац (*1924)
- 4. јун:
  - Харис Бурина, југословенски и босанскохерцеговачки глумац (*1963)
- 6. јун:
  - Сергеј Новиков, руски математичар, академик и инострани акадамик САНУ (*1938)
  - Милован Тасић, српски и југословенски кошаркаш и глумац (*1947)
- 7. јун — Вилијам Андерс, амерички пилот, електро и нуклеарни инжењер, астронаут и амбасадор (*1933)
- 9. јун — Душко Валентић, хрватски позоришни и филмски глумац (*1950)
- 11. јун:
  - Тони Ло Бјанко, амерички позоришни, филмски и ТВ глумац (*1936)
  - Франсоаз Мадлен Арди, француска кантауторка и глумица (*1944)
- 12. јун — Џери Вест, амерички кошаркаш, кошаркашки тренер и кошаркашки функционер (*1938)
- 14. јун — Јанко Мирочевић, југословенски и црногорски фудбалер и тренер (*1949)
- 15. јун — Матија Шаркић, црногорски фудбалер (*1997)
- 17. јун — Славен Фатић, црногорски књижевник (*1969)
- 18. јун:
  - Анук Еме, француска глумица (*1932)
  - Стојан Андов, македонски политичар (*1935)
  - Фрањо Владић, југословенски и босанскохерцеговачки фудбалер (*1950)
  - Вили Мејс, амерички бејзбол играч (*1931)
- 19. јун:
  - Сава Аћин, југословенски и српски филмски и ТВ сценограф (*1944)
  - Игуманија Варвара, монахиња СПЦ и игуманија Манастира Беочина (*1939)
- 20. јун — Доналд Садерланд, канадски глумац (*1935)
- 22. јун — Дренка Шећеров-Зечевић, српски љекар, универзитетски професор и академик АНУРС (*1933)
- 23. јун — Здравко Кандић, потпуковник Војске Републике Српске и пуковник ОС БиХ (*1957)
- 24. јун — Драган Капичић, српски и југословенски кошаркаш (*1948)
- 25. јун — Бил Кобс, амерички глумац (*1934)
- 29. јун — Славољуб Гавриловић, доктор пољопривредних наука (*1923)

### Јул
- 1. јул — Исмаил Кадаре, албански књижевник, песник, есејиста, сценариста и драматург (*1936)
- 2. јул — Урош Пена, српски полицијски службеник, правник и универзитетски професор (*1959)
- 4. јул — Зоран Воротовић, југословенски и црногорски фудбалер (*1958)
- 5. јул — Џон Ландау, амерички филмски продуцент (*1960)
- 9. јул — Ана Шомло, српска и јеврејска књижевница и новинарка (*1935)
- 10. јул — Џо Енгл, амерички пилот и астронаут (*1932)
- 11. јул:
  - Шели Дувал, америчка филмска и телевизијска глумица (*1949)
  - Ненад Кришановић, српски параолимпијац и такмичар у пливању (*1969)
- 12. јул — Рут Вестхајмер, немачко—америчка секс терапеуткиња, медијска личност, списатељица и радио водитељка (*1928)
- 13. јул:
  - Џејмс Сикинг, амерички филмски и ТВ глумац (*1934)
  - Ричард Симонс, амерички фитнес инструктор, глумац и видео продуцент (*1948)
  - Шанен Доерти, америчка филмска глумица (*1971)
- 15. јул — Томкрафт, немачки диск-џокеј и продуцент (*1975)
- 18. јул — Боб Њухарт, амерички позоришни, филмски и ТВ глумац и комичар (*1929)
- 19. јул:
  - Нгујен Фу Чонг, вијетнамски политичар и председник Вијетнама (2018-2021) (*1944)
  - Реј Рирдон, велшки играч снукера (*1932)
  - Владимир Митков, македонски политичар и правник (*1931)
- 20. јул — Моасир Родригеш Сантос, бразилски фудбалер (*1970)
- 23. јул — Милан Лојаница, југословенски и српски архитекта и урбаниста, универзитетски професор и академик САНУ (*1939)
- 27. јул:
  - Една О’Брајен, ирски романописац, мемоарист, драматург, песник и писац кратких прича (*1930)
  - Богдан А. Поповић, српски књижевник, уредник, публициста и универзитетски предавач (*1936)
- 31. јул — Исмаил Ханије, палестински политичар и високи лидер Хамаса (*1963)

### Август
- 2. август:
  - Александар Ламброс, српски књижевник, историчар уметности, преводилац и публициста (*1972)
  - Ивица Мавренски, југословенски и српски кошаркаш (*1966)
- 4. август — Цунг-Дао Ли, кинеско-амерички физичар и нобеловац (1957) (*1926)
- 5. август — Вјачеслав Иванов, руски веслач (*1938)
- 7. август — Џон Макбрајд, амерички пилот, ваздухопловни инжењер и астронаут (*1943)
- 8. август — Зоран Петровић, српски фудбалски судија (*1952)
- 9. август:
  - Сузан Војџицки, америчка пословна директорка (*1968)
  - Рада Стефановић, српска књижевница (*1935)
- 13. август — Ранко Бугарски, српски лингвиста и универзитетски професор (*1933)
- 14. август:
  - Џина Роуландс, америчка глумица (*1930)
  - Соке Кубота Такајуки, америчко-јапански каратиста (*1934)
  - Јасмина Шајновић, српски колоратурни сопран (*1949)
- 15. август:
  - Имре Комора, мађарски фудбалер (*1940)
  - Владимир Јорга, каратиста и универзитетски професор (*1939)
- 16. август:
  - Синиша Павић, српски и југословенски сценариста (*1933)
  - Рајко Максимовић, српски је композитор, писац и педагог (*1935)
- 17. август:
  - Ајка Локмић, босанско-херцеговачка суперстогодишњакиња (*1914)
  - Милојко Курћубић, југословенски и српски фудбалер (*1954)
  - Хелен Фишер, америчка антрополошкиња (*1945)
- 18. август:
  - Ален Делон, француски глумац и бизнисмен (*1935)
  - Душан Шинигој, словеначки економиста и друштвено-политички радник СФР Југославије (*1933)
- 19. август — Марија Брањас, шпанско-америчка суперстогодишњакиња и најстарија особа на свету (*1907)
- 20. август:
  - Ратомир Тврдић, југословенски и хрватски кошаркаш (*1943)
  - Даница Петровић, српски музиколог, педагог и научни саветник (*1945)
- 21. август:
  - Пакито Гарсија, шпански фудбалер и тренер (*1938)
  - Џон Ејмос, амерички филмски, позоришни и телевизијски глумац (*1939)
- 24. август — Христо Јанарас, грчки теолог, православни филозоф, универзитетски професор и публициста (*1935)
- 26. август — Свен Јеран Ериксон, шведски фудбалски тренер и фудбалер (*1948)
- 27. август — Војислав Максимовић, српски писац, есејиста, историчар књижевности, политичар и академик АНУРС (*1935)
- 29. август — Џони Гудро, амерички хокејаш на леду (*1993)
- 31. август — Мислав Безмалиновић, југословенски и хрватски ватерполиста (*1967)

### Септембар
- 1. септембар:
  - Будимир Лончар, југословенски и хрватски дипломата и политичар (*1924)
  - Милутин Мишић, пуковник Војске Републике Српске (*1957)
- 2. септембар — Родолфо Ернандез, колумбијски политичар и бизнисмен (*1945)
- 3. септембар — Здравко Крстановић, српски песник, прозаиста, критичар, драмски писац и новинар (*1950)
- 4. септембар:
  - Бора Ђорђевић, српски и југословенски музичар, кантаутор и песник (*1952)
  - Рада Ђуричин, српска и југословенска глумица (*1934)
- 8. септембар:
  - Снежана Стамеска, југословенска и македонска филмска и позоришна глумица (*1946)
  - Видојко Јовић, српски геолог, универзитетски професор и академик САНУ (*1956)
- 9. септембар — Џејмс Ерл Џоунс, амерички глумац (*1931)
- 10. септембар — Микејла Депринс, америчка балерина (*1995)
- 11. септембар — Алберто Фуџимори, перуански политичар и председник Перуа (1990-2000) (*1938)
- 15. септембар — Радован Трнавац Мића, српски академски сликар (*1950)
- 16. септембар — Иштван Јухас, мађарски фудбалер (*1945)
- 18. септембар — Салваторе Скилачи, италијански фудбалер (*1964)
- 20. септембар — Радмила Живковић, српска филмска, позоришна и телевизијска глумица (*1953)
- 22. септембар:
  - Фредрик Џејмсон, амерички књижевни критичар и теоретичар Марксистичке политике (*1934)
  - Игуманија Ефросинија, српска православна монахиња и схи-игуманија Манастира Темска (*1939)
- 26. септембар — Џон Ештон, амерички филмски и ТВ глумац (*1948)
- 27. септембар:
  - Меги Смит, британска филмска, позоришна и телевизијска глумица (*1934)
  - Хасан Насралах, либански верски и политички вођа и генерални секретар Хезболаха од 1992. до 2024. (*1960)
- 28. септембар — Крис Кристоферсон, амерички кантри музичар, кантаутор и глумац (*1936)
- 30. септембар:
  - Марко Валок, југословенски и српски фудбалер и тренер (*1927)
  - Дикембе Мутомбо, конгоанско-амерички кошаркаш (*1966)

### Октобар
- 4. октобар:
  - Леа Периколи, италијанска ТВ-водитељка и новинарка, позната и тенисерка (*1935)
  - Петар Матић Дуле, учесник је НОБ-а, генерал-пуковник ЈНА, друштвено-политички радник и народни херој Југославије (*1920)
  - Анатолиј Конков, совјетски фудбалер и тренер (*1949)
- 6. октобар — Јохан Нескенс, холандски фудбалер (*1951)
- 7. октобар — Сиси Хјустон, америчка соул и госпел певачица (*1933)
- 10. октобар — Етел Кенеди, удовица америчког политичара и адвоката Роберта Френсиса „Бобија“ Кенедија (*1928)
- 11. октобар — Бранко Рашовић, српски и југословенски фудбалер (*1942)
- 14. октобар — Филип Зимбардо, амерички психолог и универзитетски професор (*1933)
- 15. октобар — Ален Емерсон, амерички научник из области рачунарства (*1954)
- 16. октобар:
  - Лијам Пејн, енглески певач и текстописац (*1993)
  - Јахја Синвар, палестински политичар и вођа Хамаса (*1962)
- 17. октобар:
  - Васо Папандреу, грчка политичарка и економиста (*1944)
  - Мици Гејнор, америчка глумица, плесачица и певачица (*1931)
  - Загорка Стојановић, српска уметница (*1939)
  - Петар Лађевић, српски социолог, филозоф, друштвено-политички радник и публициста (*1956)
- 19. октобар — Мима Вуковић Курић, југословенска и српска позоришна глумица (*1933)
- 20. октобар — Фетулах Гулен, турски проповједник, писац и политичар (*1941)
- 21. октобар — Пол Ди’Ано, британски музичар (*1958)
- 23. октобар:
  - Драгослав Лазић, српски режисер и сценариста (*1936)
  - Леон Купер, амерички физичар и нобеловац (*1930)
- 24. октобар — Томислав Милићевић, српски и југословенски фудбалер и тренер (*1940)
- 25. октобар — Зе Карлос, бразилски фудбалер (*1967)
- 26. октобар — Радослав Петковић, српски књижевник, преводилац и новинар (*1953)
- 28. октобар — Тончи Габрић, југословенски и хрватски фудбалер (*1961)
- 29. октобар — Тери Гар, америчка глумица (*1944)

### Новембар
- 2. новембар — Клемент Кворти, боксер из Гане (*1938)
- 3. новембар — Квинси Џоунс, амерички музички продуцент, текстописац, композитор, аранжер, филмски и телевизијски продуцент (*1933)
- 6. новембар:
  - Џон Демпси, ирски фудбалер и фудбалски тренер (*1946)
  - Ивица Крајач, југословенски и хрватски композитор, певач, текстописац, сценариста и либретиста (*1938)
  - Ружица Симоновић, српска телевизијска водитељка, новинарка и уредница (*1965)
  - Тони Тод, амерички филмски, телевизијски и позоришни глумац (*1954)
- 7. новембар — Иван Чарота, белоруски књижевни критичар, слависта, критичар, историчар културе и преводилац (*1952)
- 8. новембар:
  - Зоран Ђерић, српски књижевник, преводилац, театролог и филмолог (*1960)
  - Антонио од Орлеана и Брагансе, бразилски принц, наследник Кућа Орлеана и Брагансе, сликар и инжењер (*1950)
- 9. новембар — Рам Нарајан, индијски музичар (*1927)
- 12. новембар — Радивоје Кривокапић, југословенски и српски рукометаш (*1953)
- 13. новембар — Миодраг Костић, српски привредник и бизнисмен (*1959)
- 16. новембар:
  - Драгољуб Петровић, српски лингвиста, србиста, слависта и универзитетски професор (*1935)
  - Дејан Деспић, српски композитор, музички писац, теоретичар и педагог и члан САНУ (*1930)
- 19. новембар — Војо Станић, црногорски сликар и вајар (*1924)
- 21. новембар — Марјан Кандус, југословенски и словеначки кошаркаш (*1932)
- 22. новембар — Драган Марковић Палма, српски политичар и предузетник (*1960)
- 25. новембар — Раде Петровић, српски певач народне музике (*1941)
- 28. новембар — Алек Вукадиновић, српски песник (*1938)
- 29. новембар — Вејн Нортроп, амерички глумац (*1947)

### Децембар
- 1. децембар:
  - Тери Грифитс, велшки играч снукера (*1947)
  - Илке Вилуда, источнонемачка и немачка атлетичарка (*1969)
- 2. децембар:
  - Хелмут Дукадам, румунски фудбалер (*1959)
  - Живан Стојковић, историчар и декан (*1937)
- 3. децембар:
  - Драгољуб Раша Тодосијевић, српски уметник (*1945)
  - Алија Краснићи, ромски књижевник и сакупљач народног стваралаштва (*1952)
- 5. децембар — Радован Панков, српски политичар (*1946)
- 6. децембар — Виталиј Дирдира, совјетски и украјински једриличар (*1938)
- 8. децембар — Никос Сарганис, грчки голман Олимпијакоса и Панатинаикоса и репрезентације Грчке (*1954)
- 9. децембар — Рас Растодер, југословенски и српски филмски и позоришни глумац и филмски статиста (*1938)
- 14. децембар — Димитрије Калезић, српски свештеник, протојереј-ставрофор СПЦ, теолог, филозоф, лингвиста и универзитетски професор (*1937)
- 16. децембар:
  - Горица Гајевић, српска правница и политичарка (*1958)
  - Анита Брајант, америчка певачица (*1940)
- 17. децембар — Јанис Тима, летонски кошаркаш (*1992)
- 18. децембар:
  - Рик ван Лој, белгијски бициклиста (*1933)
  - Клаус Волферман, немачки бацач копља (*1946)
- 24. децембар — Деси Баутерсе, суринамски политичар и председник Суринама од 2010. до 2020. године (*1945)
- 26. децембар:
  - Манмохан Синг, индијски политичар и председник владе Индије од 22. маја 2004. до 26. маја 2014. (*1932)
  - Игуман Григорије, српски јеромонах и игуман Манастира Свете Тројице (*1933)
- 27. децембар:
  - Оливија Хаси, британско-агрентинска глумица (*1951)
  - Чарлс Шајер, амерички режисер, сценариста и продуцент (*1941)
  - Светозар Шапурић, југословенски и српски фудбалер и тренер (*1960)
- 29. децембар:
  - Џими Картер, 39. председник САД (*1924)
  - Алексеј Бугајев, руски фудбалер (*1981)
- 30. децембар:
  - Фрејзер Стодарт, шкотски хемичар и нобеловац (*1942)
  - Џон Кеподис, амерички позоришни, филмски и ТВ глумац (*1941)
  - Волфганг де Бер, немачки фудбалер (*1964)
- 31. децембар:
  - Арнолд Рител, естонски политичар и председник Естоније (2001-2006) (*1928)
  - Петар Салапура, пуковник ВРС (*1948)

## Нобелове награде
- Физика —
- Хемија —
- Медицина —
- Књижевност —
- Мир —
- Економија —